# Андас (Вільнюс)
«Андас» (лит. FK Andas Vilnius) — професіональний литовський футбольний клуб з міста Вільнюс.

## Хронологія назв
- 1992 – «Андас»
- 1993 – «Андас-Полонія»
- 1994 – «Андас»
- 1996 – «Андас-Жальгіріс-3»
- 1997 – «Андас-Жальгіріс-2»

## Історія
Заснований 1992 року, спочатку виступав у Другій лізі. У 1993 році став переможцем Другої ліги та вийшов до Першої ліги, де виступав до 1998 року. У сезонах 1993-1994 років виступав спільно з вільнюською «Полонією». У 1996 році «Андас» фактично став фарм-клубом «Жальгіріса» й виконував роль третьої та другої команди клубу. Восени 1997 року команді вдалося вийти до 1/4 фіналу кубку Литви. Наприкінці 1998 року клуб остаточно об'єднався з «Жальгірісом».

## Досягнення
- Ліга 3 (Рітаї)
  -  Чемпіон (1): 1992/93

## Відомі гравці
- Аудрюс Вейкутіс